# Gvozdevo (kraï du Primorié)
Gvozdevo (en russe : Гвоздево) est un village du raïon de Khassan du kraï du Primorié en Extrême-Orient russe. Sa population s'élevait à 437 habitants au recensement de 2021.

## Géographie
La localité est située dans le kraï du Primorié, un sujet de l'Extrême-Orient de la Russie, en Mandchourie-Extérieure, qui était autrefois chinoise (avant 1860). Elle se trouve dans le district fédéral extrême-oriental. Elle est l'une des 37 localités du raïon de Khassan, raïon situé à l'extrémité sud du kraï, au bord du golfe de Pierre-le-Grand. Son centre administratif est la commune urbaine de Slavianka
Gvozdevo, comme tout le kraï du Primorié, est située dans le fuseau horaire MSK+7 (heure de Vladivostok). Le décalage horaire appliqué par rapport au temps universel coordonné est +10:00.

## Histoire
La localité a été fondée en 1938.

## Démographie
Recensements (*) et estimations de la population,,,:
| 1989 | 2002 * | 2010* | - |
| ---- | ------ | ----- | - |
| 850  | 652    | 560   | - |

Selon le recensement de 2002, sur les 652 habitants, il y avait 89 % de Russes.